# 162

## Hlavy států
- Papež – Anicetus (154/155–166/167)
- Římská říše – Marcus Aurelius (161–180) + Lucius Verus (161–169, spoluvladař)
- Parthská říše – Vologaisés IV. (147/148–191/192)
- Kušánská říše – Huviška (151–190)
- Čína, dynastie Chan (206 př. n. l. – 220 n. l.)